# Liste der Kulturgüter in Buchberg
Die Liste der Kulturgüter in Buchberg enthält alle Objekte in der Gemeinde Buchberg im Kanton Schaffhausen, die gemäss der Haager Konvention zum Schutz von Kulturgut bei bewaffneten Konflikten, dem Bundesgesetz vom 20. Juni 2014 über den Schutz der Kulturgüter bei bewaffneten Konflikten sowie der Verordnung vom 29. Oktober 2014 über den Schutz der Kulturgüter bei bewaffneten Konflikten unter Schutz stehen.
Objekte der Kategorie A sind im Gemeindegebiet nicht ausgewiesen, Objekte der Kategorie B sind vollständig in der Liste enthalten, Objekte der Kategorie C fehlen zurzeit (Stand: 1. Januar 2023).

## Kulturgüter
| Foto |                                                                                 | Objekt                                                        | Kat. | Typ | Standort                                                 | Beschreibung |
| ---- | ------------------------------------------------------------------------------- | ------------------------------------------------------------- | ---- | --- | -------------------------------------------------------- | ------------ |
| ja   | Datei hochladen · Wikidata zu Reformierte Kirche Buchberg-Rüdlingen (Q29787423) | Reformierte Kirche Buchberg-Rüdlingen KGS-Nr.: 04322          | B    | G   | Dorfstrasse 684891 / 269981                              |              |
| ja   | Datei hochladen · Wikidata zu Wallanlage Murkathof (Q29787103)                  | Murkathof, Wallanlage unbekannter Zeitstellung KGS-Nr.: 04323 | B    | G   | bei Lindenhof 684280 / 268760                            |              |
| ja   | Datei hochladen · Wikidata zu Pfarrhaus (Pfarrguet) (Q29787101)                 | Pfarrhaus (Pfarrguet) KGS-Nr.: 14134                          | B    | G   | Dorfstrasse 2 684848 / 269984                            |              |
| ja   | Datei hochladen · Wikidata zu Felsenburg mit Nebengebäude (Q29787100)           | Felsenburg mit Nebengebäude KGS-Nr.: 14135                    | B    | G   | Dorfstrasse 66 684366 / 269753                           |              |
| ja   | Datei hochladen · Wikidata zu Wohnhäuser, Baugruppe «Gupfe« (Q29787105)         | Wohnhäuser, Baugruppe „Gupfe“ KGS-Nr.: 14136                  | B    | G   | Dorfstrasse 83, 87, 89 / Hüglerstrasse 6 684249 / 269637 |              |